# Horcajo de los Montes
Horcajo de los Montes – gmina w Hiszpanii w prowincji Ciudad Real, w Kastylii-La Mancha, o powierzchni 208,44 km². W 2011 gmina liczyła 1006 mieszkańców.